# Korra
Korra is het hoofdpersonage uit de animatieserie De Legende van Korra. Ze is de avatar en opvolgster van avatar Aang. Ze werd geboren in de Waterstam, in de Zuidelijke Waterstam. Aan het begin van de serie heeft ze al watersturen, aardesturen en vuursturen geleerd. Ze moet echter nog luchtsturen leren en proberen om de Avatar Trance te beheersen.
Zeventig jaar na de oorlog begint Korra met het zoeken naar de zoon van avatar Aang, Tenzin, en begint haar reis naar Republic City. Tijdens haar trainingen komt ze verschillende mensen tegen die tegenstuurders zijn. 
In seizoen 2 is de vijand Unalaq, haar eigen oom. Hij wilde de wereld overnemen door de Geesten Wereld met de fysieke wereld te verbinden. Hiervoor had hij de Avatar nodig.
In seizoen 3 zijn 's werelds gevaarlijkste criminelen vrijgekomen, die samenwerkten om Korra te doden in de Avatar trance zodat de Avatar-cyclus stopte. Deze criminelen, beter bekend als de Rode Lotus, streefden naar absolute vrijheid, waarin geen enkele koning, president etc. nog leeft.
In seizoen 4 krijgt Korra te maken met Kuvira, een jonge vrouw met een hoge functie in het politiekorps van Zou-Fu. Zij begon een eigen groep van agenten en wilde ieder provincie van het Aarderijk overnemen. Velen beseften alleen niet dat zij kwade bedoelingen hiermee heeft.
Korra heeft ook een dierlijke gids, net zoals Aang de vliegende bizon Appa had. Het dier heet Naga en het is een Poolhondbeer.